# Hentai

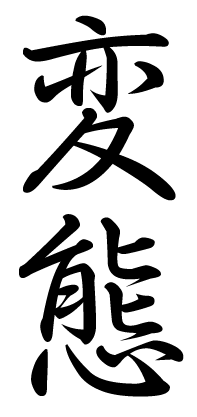
Kanji de la paraula

Hentai (en japonès, 変態 o へんたい) és un terme japonès que significa, literalment, «transformació», «desviació» o «perversió». A Occident s'acostuma a utilitzar per descriure un manga, o sèrie d'animació o videojoc que té contingut eròtic o pornogràfic (així i tot cal considerar que quan és estrictament eròtic i no pornogràfic es classifica com a ecchi) i s'abreuja a H. En canvi al Japó s'utilitza H, etchi o ecchi (que és com pronuncien els japonesos l'hac), ero, 18-kin, seijin i adoruto per referir-se al manga amb contingut sexual i al contingut sexual més inusual és referit com a hentai; i s'utilitza el prefix "ero" formant erogemu (per als videojocs hentai) i eroanime (per a l'anime hentai). A l'anime hentai també se l'ha arribat a anomenar Japornimation.
Quant a l'anime hentai, aquests la gran majoria són llançats directament en forma de vídeo. És a dir, solen ser OVA.
També els treballs fets pels fans de sèries que no pertanyen al gènere, anomenats doujinshi, tenen un mercat important al Japó, centrat al Comiket.

## Història del terme
Des de meitat de l'era Meiji s'utilitzà amb el significat inusual o anormal en el context de la psicologia sense denotació sexual, sinó paranormal i trastorns psicològics. El 1917 es popularitzà per la revista Hentai shinri i similars.
La denotació sexual aparegué al traduir el títol de l'obra Psychopathia Sexualis del sexòleg alemany Krafft-Ebing com a Hentai seiyoku shinrigaku. A la darreria de l'era Meiji arribà a utilitzar-se des de les revistes científiques a les revistes populars. Des d'aleshores mantingué la denotació sexual d'anormalitat.
El terme ha tingut una presència fora del Japó amb el significat referit al gènere. Són exemples el plantejament de la inclusió al Termcat i al diccionari d'anglès d'Oxford.

## Història del gènere
Si es considera el shunga de l'era Edo com a manga, es pot considerar com a la primera mostra de manga hentai. Els gravats japonesos shunga foren una influència important per al hentai posterior. El 1907 es creà el Codi Penal japonès, que penava l'obscenitat, sent una factor determinant de les obres hentai.
En la dècada del 1950 començà a haver qüestions sexuals al manga.
Alguns consideren l'obra Harenchi Gakuen de Go Nagai el primer manga hentai.
A la dècada del 1970 apareix i es desenvolupà el gènere del hentai. El 1969 apareix Senya ichiya monogatari i un any després apareix Kureopatora, ambdós d'Osamu Tezuka, ambdós obres les primeres del anime hentai. El 1971 aparegué l'anime eròtic Yasuji no porunorama - Yacchimae!, basat en un manga de Tanioka Yasuji. El 1973 la productora de Osamu Tezuka anomenada Mushi llançà altra pel·lícula anime amb contingut sexual explícit: The Tragedy of Belladonna.
Des de la seua aparició als setanta no parà de difondre's fins a arribar a un èxit mundial a mitjans de la dècada del 2010 amb la característica constant de ser una indústria dominada per homes.
Durant la dècada del 1970 van aparèixer els anomenat ero-gekiga Ero Mangatropa (1973), Erogenica (1975) i Alice (1977).
El 1974 es publicà el primer manga lolicon (i per tant, hentai), creat per Wada Shinji. Aquest curt manga era inspirat en Alícia en el país de les meravelles. El 1978 obres de fans del gènere lolicon aparegueren, com Alice de HIrukogami Ken. El manga pornogràfic anterior al de Wada Shinji era més realista. El 1979 es publicà un dels primers manga hentai, del gènere lolicon: White Cybale (o Shiberu) de l'autor Hideo Azuma. Durant la dècada del 1980 es desenvolupà el gènere sorgint revistes especialitzades com Lemon People, Manga Burikko i Manga Hot Milk. Durant aquesta dècada i els inicis de la següent ocorregué el boom del lolicon, fent que els termes "hentai" i "lolicon" s'utilitzaren indistintament durant eixe període. La influència del boom fou tal que es crearen dos revistes especialitzades (Lemon People (1981) i Manga Burikko (1982)), l'eroge Lolita Syndrome (1983) fou creat per Enix i es va fer una sèrie d'animació d'aquest gènere, emetent-se entre 1984 i 1985 la primera sèrie d'anime hentai i lolicon: Lolita Anime, creada per Aki Uchiyama i que tenia vuit episodis. Tingué molt d'èxit produint-se una segona temporada. El 1984 també es publicà un anime hentai, Cream Lemon, del gènere yuri. L'anime hentai Urotsukidôji (1987-1989) tingué èxit fins i tot a occident. Fou el primer hentai del gènere del sexe tentacular.
A la dècada del 1980 van aparèixer els videojocs hentai:
- Naito Raifu (1982): Un dels primers videojocs pornogràfics a nivell mundial. No es veia a color, sinó que eren figures buides tenint sexe.[33]
- Danchi Tsuma no Yuwaku (1982): Més tard que Naito Raidu, era en primera persona i a color. Tingué un gran èxit.[34]

A la dècada del 1980 a causa del desenvolupament del vídeo reproduïble a casa al Japó no parà de desenvolupar-se el fenomen del consum i producció d'anime hentai. A final de la dècada de 1980 l'anime hentai entrà al mercat estatunidenc, destacant la sèrie de tres vídeos titulada The Brothers Grime i produïda per Excalibur Films. The Brothers Grime tenia vídeos de Cream Lemon.
Va ocórrer un pànic moral a partir del cas del 1989 d'abducció i assassinat de noies d'edat escolar per part de l'otaku Miyazaki Tsutomu. El pànic moral es dirigí cap al manga i l'anime, i en especial cap al gènere hentai del lolicon. L'organització sense ànim de lucre CASPAR va fer campanya per a regular continguts considerats pornografia infantil, incloent les representacions fictícies al manga. Tingué èxit a la dècada del 1990, fent que les ordenances locals foren més dures restringint la circulació d'aquest material, sent arrestats propietaris dels locals on ees venia. Aquestes prohibicions feren augmentar l'interès pel lolicon, originant una expansió durant eixa dècada.
Amb l'augment de la popularitat de l'anime des de la dècada del 1990 l'entrada del manga hentai traduït fou pioner als Estats Units d'Amèrica durant la dècada del 1990 amb l'editorial Antarctic Press, que inclogué la línia Venus Comics. Alguns dels còmics dins d'aquesta línia foren: Bondage Fairies i els còmics de contingut sexual de l'artista Ippongi Bang. Durà poc i poc després altres editorials es llançaren: Studio Ironcat (amb la línia Sexy Fruit), CPM Manga, Radio Comix, Blast Books [i] Verotik". A la dècada del 2000, Icarus Publishing triomfà alhora que amb la penetració d'Internet i el còmic digital, el còmic imprés entrà en decadència.
La popularitat del gènere no provocà l'interès per part dels canals de televisió de pagament pornogràfics estatunidencs, segons s'explica a un article publicat el 1998.

### Segle XXI

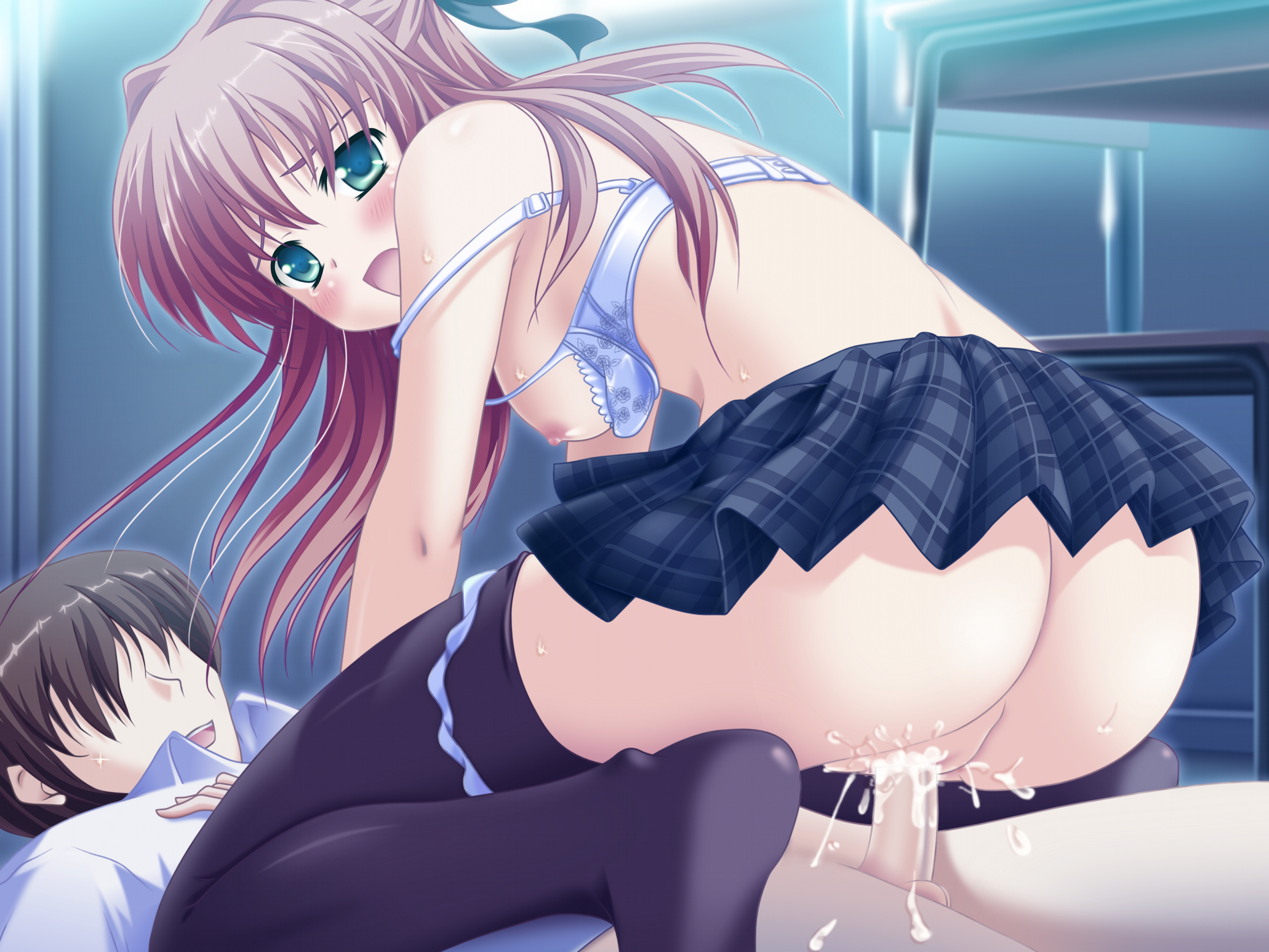
Escena de hentai

Escena de hentai

El 2001 es va plantejar la creació d'una convenció dedicada al hentai als Estats Units exclusivament.
El 2000 va aparèixer la productora d'anime hentai JapanAnime, que creà la sèrie Kokudo Oh. Ha sigut una empresa amb èxit que ha col·laborat amb diversos estudis d'animació. Fins al 2017 ha produït unes 30 sèries.
L'estudi d'animació Studio Jam ha tingut una gran reputació a la indústria per les obres d'anime hentai com Bible Black (2001). Té un estil estètic diferenciat, presenta arguments molt elaborats i un ús de temàtiques sinistres i sobrenaturals.
La productora Milky Animation Label va aparèixer el 2001 i fins al 2017 ha produït centenars d'animes hentai. El 2003 col·laborà amb JapanAnime.
El 2002 va aparèixer Pink Pineapple, productora d'èxit. Produí la coneguda Stringendo: Angel-tachi no Private Lesson. Fins al 2017 ha produït unes 80 sèries d'anime hentai.
La productora Suzuki Mirano es fundà el 2005. Destaca la seua producció per mostrar dones dominants i tractar temes d'esclavatge sexual.
Amb el desenvolupament d'Internet i el creixement de la fama de l'anime en general la seua popularitat cresqué extraordinàriament.
El 2004 va aparèixer el primer anime hentai yaoi: Sensitive Pornograph.
El 2006 hi hagué a l'Estat Espanyol una polèmica per l'emissió al canal televisiu LaSexta la una del matí d'un anime hentai, titulat en Espanya Daiakuji: el mercenario del sexo, perquè apareixia un personatge femení d'aparença d'una menor d'edat. Dos dies després de la polèmica es va retirar d'emissió la sèrie. La cadena es justifica fent referència al gènere bishōjo, que mostra personatges femenins majors d'edat amb aparença de xiqueta.
El 2007 va entrar a la indústria d'animació hentai l'estudi d'animació Office Takeout, especialitzat en adaptar animes vinguts de manga i videojocs. Els arguments de les seues obres soles tractar l'esclavatge sexual, explorar els gèneres del futanari i el lolicon i detallar molt els líquids a les animacions.
El 2009 aparegué l'estudi d'animació Triangle Blue, més tard s'anomenà PoRO. Guanyà la fama per l'obra debut Oni Chichi.
El 2010 va aparèixer la productora Mary Jane, especialitzada en anime hentai d'ambientació escolar (instituts i altres). Fins al 2017 havia arribat a produir unes 30 obres.
El 2011 el diccionari d'Oxford inclogué el terme "hentai".
Malgrat la pirateria i el plagi que es desenvolupa per Internet la producció d'obres hentai no ha parat. Destaquen els llocs web de Hentai Heaven i Hentaigasm. És important destacar a l'àmbit dels videojocs el fet que la plataforma Steam venga jocs eroge. Un possible rival per la indústria del hentai són les animacions pornogràfiques fetes amb el Source Filmmaker (aparegut al mercat el 2012).
El manga hentai representa, segons explica el 2010 Marc Capdevila Clapera, el 25% del manga exportat del Japó als països estrangers.
El 2016 l'editorial de manga hentai Project-H publicà una infografia on mostrava, basant-se en les dades dels seus usuaris, el país que més consumeix hentai per temps (Estònia), els estats dels Estats Units que més consumeixen (coincidint amb els estats on més votaren al Donald Trump a les eleccions presidencials del 2016) i
les etiquetes més utilitzades per a cerca hentai al web (sent "sense censura" i "paizuri" les més utilitzades).

## Temàtiques dins del hentai
Els gèneres o temàtiques dins el hentai són:
- L'incest: les relacions incestuoses més comuns són entre unitats parentals femelles i fills mascles.[59]
  - García Villena explica l'interés darrere aquesta temàtica pel vincle fort entre mares i fills barons a la societat japonesa causat perquè davant l'exigència acadèmica que és superior cap als barons que a les xiques i que la mare és a la pràctica social l'encarregada en ajudar-lo genera que hi haja més preocupació de donar-se els casos incestuosos.[59]
- L'àmbit escolar: històries desenvolupades en un àmbit escolar o la representació d'una estudiant com a icona sexual.[60]
  - García Villena explica l'interés darrere aquesta temàtica pel paper important de l'escola obligatòria a l'estil de vida japonés.[59]
- El futanari: apareixen personatges "intersexuals, transgènere i transvestits". Poden ser dones que els naix un penis des de la vulva o xicots vestits com a dones.[60]
- El BDSM
- La zoofília: inclou relacions amb animals i animals antropomòrfics[60] (aquests últims són categoritzats dins del kemonomimi hentai).[61] Hi ha una corrent amb dones monstre.[62]
- El lolicon: consisteix en relacions sexuals entre "barons adults [i] xiquetes prepubescents".[63] El nom prové de la novel·la Lolita de Vladimir Nabokov.[28]
- El shōtakon: consisteix en relacions sexuals amb xiquets.[6] El nom prové de Shotaro, l'heroi del manga Tetsujin 28-gō (1959) de l'autor Mitsuteru Yokoyamy.[28]
- El yaoi (o homosexualitat entre homes)
- El yuri (o lesbianisme)
- Bukkake: mostra ejaculacions masculines cap a dones, generalment la cara.[64]
- Bakunyū (kyonyuu): significa "pits explosius" i consisteix en centrar l'acció cap a dones amb pits grans exposats.[64]
- Ero-guru o erotic-grotesque: mostra sexe i violència visceral.[65]
- Ladies Comic Books: és protagonitzat per dones, està dirigit a les dones i mostra sexe heterosexual que sol ser abusiu.[66]
- Rediisu: és un gènere del manga hentai on apareixen relacions sexuals explícites i estan (els mangues), per definició, dibuixats per dones.[21]
- Comèdia[67]
- Omorashi o esports aquàtics[7]
- La fantasia:[68] la capacitat de representació permet que els elements de la fantasia com els ogres, goblins, nans, monstres marins i màquines tinguen lloc a obres hentai. Dins d'aquest gènere s'inclou el subgènere del sexe tentacular:[69]
  - El sexe tentacular: mostra personatges tenint sexe amb un monstre amb tentacles.[1]
    - M. Dery explica que aquest gènere deriva de les pintures eròtiques del segle xix, sent-ne la més característica Somni de la muller del pescador de Hokusai.[70] Mentre que Napier, segons Jennifer M. Stockings, afirma que s'utilitzà i es popularitzà aquesta temàtica com a manera d'esquivar la censura contra la mostra de penis.[71]

## Anàlisi del contingut
En comparació a la pornografia occidental, el hentai sol tindre més varietat i una narrativa més complexa. El hentai, com a producte nacional, és efectivament un reflex de la societat que el produeix.
A causa de les possibilitats de representació, de vegades apareix una gran crueltat i solen aparèixer pits i penis humans de grandària exagerada. En comparació amb la pornografia no metonímica els dibuixos permeten mostrar escenes que amb la fotografia no és possible. El fet de presentar de manera evident personatges ficticis provoca una sentiment moral de superioritat respecte el consumir pornografia no metonímica. També pel seu caràcter d'irrealitat és més fàcilment considerable com a art i, per tant, sentir-se justificat de posseir i apreciar obres hentai.
Hi ha casos on no es representen els genitals masculins per la censura.
Quan apareixen representats les dones i els homes aquests solen participar en els respectius rols de: "impotència-potència, humana-dimoni, submissiva-opressiu, posseïda-possessiu, masoquista-sàdic i atacada-atacat". Per a reduir a la dona s'utilitzen drogues, força física i nusos.
El 2006 l'Agència Nacional de la Policia Japonesa establí a partir d'una mostra de 100 còmics hentai que el 30% d'aquestos mostraven xiquets tenint relacions sexuals. No definien què entenien per xiquets.
Un estudi del 2009 conclogué que:
- A les pel·lícules hentai la majoria els personatges femenins són molt voluptuosos i totes aparentaven ser molt joves fins a vestir a vegades de manera infantil, mentre que els personatges masculins eren o joves i bells o vells i molt lletjos. La violència cap a les dones es mostrava en graus variables, predominant la violència contra els personatge femenins. El sexe es realitza sense protecció.
- A les revistes el cost és inferior al de les pel·lícules i tenen una portada molt colorida i l'interior en escala de grisos. Els personatges solen ser alumnes i professors d'escola.

Belén García Villena analitzà seguint un mètode feminista els continguts (missatges) del hentai a partir de tres sèries distintes entre elles concloent que: "no hi ha dubte que existeixen [als continguts de hentai] molts elements denigrants cap a les dones […] i que tracten a aquestes més com a objectes que com a ciutadanes" i alhora "plasmen activitats sexuals no normatives".
L'animisme característic de la religió tradicional del Japó, el xintoisme, s'ofereix com a explicació per a la falta de realisme material a les obres hentai.
Des del psicoanàlisi, Koyama i Miki expliquen el fet de trobar-se freqüentment a les obres de hentai gran xiquetes sent violades a causa que els hòmens japonesos són mentalment immadurs per no estar, en termes psiconalítics, castrats. Aquesta castració significa que els castrats accepten a contracor que el gaudiment absolut està prohibit o és impossible. Aquesta castració no es dona per la falta de l'entrada del cristianisme i per l'èmfasi posat en la vergonya en compte del pecat. Davant la naturalesa immadura dels hòmens japonesos lectors i espectadors del hentai "aquestes escenes ajuden als hòmens immadurs, o semi-humans, compensar els seus complexos d'inferioritat".
L'absència del consum del hentai, que és pornografia metonímica, respecte la pornografia literal s'explica perquè el hentai no té la característica voyeurística.
La qualitat de l'animació de les obres audiovisuals hentai sol ser inferior, segons Ortega-Brena el 2009.
És un fet que hi ha dones japoneses que a més de tolerar les obres d'anime hentai hi ha qui en compra. Una explicació troba que la consumidora no s'identifica amb el dolor representat en la violació, sinó que veu, per exemple, el tentacle com a fetitxe.
Al subgènere de la fantasia els personatges que experimenten l'orgasme soles són els femenins i els demoníacs masculins. Aquests últims són representats de manera molt imaginativa.
Mitjançant el subgènere del futanari i de la fantasia es permet que hi haja la mirada masculina i la mirada femenina.
El cos masculí sol ser o un voyeur còmic, un dimoni fàl·lic o un jovenet bonic. La de la dona sol ser una jove naïf flaca o una dona madura i freda.
En la representació dels cossos a l'anime hentai hi ha correlacions amb significats associats:
- Grandària: El cos masculí sol ser més gran que el femení, sense que siga una llei estricta.[89] Al subgènere fantàstic els voyeurs còmics són servents d'una dona amb poders sobrenaturals[89] o hòmens amb cares estranyes amb expressions exagerades abusats per les dones o sempre insatisfets sexualment.[93] Aquests voyeurs solen ser més petits mentre que els demoníacs són més grans.[90]
- Edat: Al subgènere fantàstic, els hòmens solen ser joves i les dones solen ser joves, flaques, amb cabells llargs i grans pits,[94] sent exemples de la mirada masculina. Quan la dona és madura, és bella i malvada.[95]
- Raça: Majoritàriament les històries es troben al Japó, siga antic o modern i els personatges solen ser occidentals en trets com el color d'ulls[95] i japonesos pels costums.[96]
- Genitals: Els genitals solen estar totalment depilats. Al hentai fantàstic els genitals de les dones mai són exagerats mentre que els masculins sí.[96]
- Roba: La roba portada pels personatges femenins sol tindre més significats: màgica, infantil, japonesa i femenina alhora.[97] Les armadures solen emfatitzar els pits.[98]
- Poders màgics: Al subgènere fantàstic els personatges femenins solen tindre'n, bevent de les tradicions japoneses: xamanisme i esperits malignes com a rols femenins. Els personatges masculins tracten de reduir-les.[98]

## Legislació respecte el hentai
El hentai importat pot aparèixer amb un missatge incorporat afirmant que els personatges són majors d'edat quan realment no ho són per a evitar la censura, malgrat que cause sospita per l'evidència de la mentida.

### Legislació japonesa
Al finalitzar l'Ocupació del Japó s'establiren lleis molt rígides que restringien els materials amb continguts d'índole sexual explícita (Codi penal de 19076). Aquestes lleis romangueren estàtiques durant molt de temps, solament canviant la seua interpretació al llarg de les dècades.
El 2014 van traure la Llei Antipornografia infantil. Aquesta no prohibia la pornografia infantil feta amb personatges representats amb ficció. Muad de Boer-Buquicchio com a representant de l'Organització de les Nacions Unides demanà que la pornografia infantil de contingut fictici també fora inclòs dins la prohibició i la violència sexual en general. L'Associación d'Editors de Revistes del Japó es mostrà en contra d'aquesta possible prohibició mentre que Toshio Maeda, un reconegut artista de manga hentai, es mostrà a favor de la llei.
L'article 175 del codi penal japonès prohibeix la publicació de material "moralment perjudicial", que tal com s'interpreta actualment inclou l'exposició de genitals, de manera que és freqüent veure una barra cobrint els genitals a les publicacions, o bé els genitals borrosos. Abans del 1994, la interpretació d'aquesta llei incloïa la prohibició d'exposar pèl púbic (una norma que s'esquivava dibuixant personatges sense pèl púbic) ni mostrar animals existents tenint sexe.
Tanmateix, això ha causat un altre problema quan els vídeos hentai es distribuïen a llocs com Europa i Estats Units. Com els personatges de l'anime apareixen més joves que els personatges de la mateixa edat dels dibuixos animats occidentals, això va donar a alguns la impressió que els vídeos contenien pornografia infantil. També cal saber que els personatges femenins dels dibuixos animats, segons el japonès mitjà, aparenten tenir uns 5 o 10 anys més.
Una dada menys coneguda és que la censura japonesa és molt estricta quan es tracta de dibuixos sobre activitat sexual entre humans i animals. Encara es permet la circulació amb relativa llibertat actes amb monstres imaginaris (que acostumen a tenir els coneguts tentacles fàlics amb la finalitat d'evitar la llei relativa als genitals de veritat), s'ha considerat el sexe zoofílic amb animals existents com quelcom que ha d'ésser perseguit.
Des de l'1 d'abril de 2010 les restriccions de la Llei 156 tenen efecte. Aquesta llei implicaria efectes de restricció a l'anime, manga i altres representacions visuals. En resposta es creà el lloc web J-Comi, que funcionà des de 2011.
A la dècada del 2010 l'oficina de llicències Creative Commons, Common Sphere, regulà les obres doujinshi, de les quals les més populars solen ser hentai, amb una marca que permet vendre obres doujinshi seguint les condicions de no copiar a partir de l'art oficial i vendre solament en esdeveniments de curta durada. El que afecta a les obres doujinshi hentai del tipus fanficció és que no especifica com ha de ser eixe contingut, donant permís per omissió a les paròdies o versions pornogràfiques (hentai) de les obres manga o anime.
Un informe del 2013 fet pel Departament de l'Estat dels Estats Units publicà un informe sobre pornografia infantil al Japó declarà que no hi havia cap llei nacional que regulara l'accés sense restriccions als còmics, animacions i videojocs sexualment explícits, alguns d'aquest productes arriben a mostrar representacions de menors.
El 2014 s'aprovà una llei que perseguia als posseïdors de pornografia infantil. Aquesta llei excloïa dins la categoria punible la representació fictícia.
La censura no segueix una guia estricta però hi ha una mena de normalitzacions creades per la indústria.

### Legislació australiana
Un home va ser multat el 2007 per importar a Austràlia videojocs i anime eròtics que mostraven personatges representats com menors d'edat.

### Legislació britànica
El 2014 s'aprovà la Llei de Dibuixos Animats Perillosos que inclou dins la definició de menor d'edat (menors de 18 anys) als "xiquets imaginaris". Aquesta llei va fer que arrestaren a Robul Hoque el mes d'octubre d'eixe any.

### Legislació canadenca
El 2007 l'Agència de Serveis de Frontera del Canadà prohibí l'entrada dels animes hentai per tindre contingut obscé baix la llei 163 (8) del Codi Penal.
El 2014 un home fou empresonat durant 60 dies i registrat com a criminal sexual per vore un anime hentai on suposadament es mostrava òrgans sexuals o zones anals de personatges d'aspecte menor d'edat. Després d'una defensa se li retiraren els càrrecs.

### Legislació estatunidenca
El 1999, a Dallas (Texas), un venedor de còmics fou arrestat per vendre-li dos còmics, un d'aquests era un manga d'Urotsukidoji i Yōjū Kyōshitsu. Més tard fou alliberat.

### Legislació filipina
La legislació filipina considera la pornografia d'animació que represente menors com a pornografia infantil des de 2009, afectant al gènere del lolicon.

### Legislació de Nova Zelanda
A Nova Zelanda, el hentai amb personatges menors d'edat és considerat il·legal, establint que la tinença constitueix un delicte. El 2013 un home que tenia anime pornogràfic d'aquesta temàtica va ser empresonat.

### Legislació russa
El 2013 la legislació russa interpretà un hentai com a pornografia infantil i, per tant, ho prohibí.

### Legislació de Suïssa
El 2018 un home tractà d'enviar obres de dojin del gènere hentai, majoritàriament del subgènere lolicon, sent-li confiscat per les autoritats de la Confederació Helvètica.

## Actrius de doblatge al hentai
Les actrius japoneses de doblatge quan doblen els animes hentai són pagades més quantitat de diners que a l'anime no pornogràfic. S'oculten baix pseudònims perquè si són descobertes pels ciutadans d'Internet són subjectes a humiliació, ciberassetjament i desprestigi. Les actrius de doblatge japoneses de hentai solen tindre el perfil de ser recents graduades.

## Hentai fora del Japó

### Hentai a Colòmbia
Un estudi del 2018 trobà que els estudiants de cinquè cicle de Colòmbia entre les seues experiències de consum de tecnomèdia es trobava la lèctura de còmics hentai.

### Hentai a l'Estat Espanyol
A principi de la dècada del 1990 la editorial La Cúpula publica còmics hentai dins la col·lecció Kiss Comics.
Durants els anys del 2000 fins al 2003, les editorials Megamultimedia i Ares Informática van publicar moltes revistes especialitzades.

### Hentai a França
Durant la dècada del 1990 es crearen empreses editores i distribuïdores d'anime en general. D'entre aquestes Katsumi s'especialitzà en anime eròtic (és a dir, hentai), com Shin Tenshi. Kazé publicà una col·lecció d'anime eròtic: Erotic Video Animation. La família Huchez, creadors ja de l'empresa IDDH que proveïa sèries japoneses als canals de televisió francesos, van publicar l'anime eròtic basat en el manga Visionary (d'U-Jin) durant eixa dècada.
El 2018 va aparèixer la primera plataforma de videojocs hentai francesa, Eroges.com (gestionat per l'empresa BDG).

### Hentai al Regne Unit
Durant el període de 2009 fins al 2017 no hi ha hagut quasi títols hentai a causa de l'activitat censora de la British Board of Film Classification. Contrasta amb el període de les cintes VHS, quan hi havia molts més títols.

### Hentai a Llatinoamèrica
Un estudi publicat el 2009 mostrà que del material pornogràfic que compren a les parades de periòdics els nens i adolescents mexicans solia ser majoritàriament hentai i a baix cost. Mentre que a Veneçuela el terme "hentai" és el més cercat pels mil·lennistes.
El 2017 el hentai fou el més cercat a Xile al lloc web Pornhub.

## Exemples d'obres hentai
Manga:
- Shikaku no Sense! de Hiroshi Itaba
- Kanojo ni Furareru Jyōzu na Hōhō de Kubukurin[137]
- Haruna no Himitsu Mite Kudasai de Hitode Jinbo[138]
- Gal toka Bitch toka Iroiro de Gujira[139]
- Ogenki Clinic (1987) de Haruka Inui[67]

Revistes:
- Comic AG, publicada per Icarus Publishing[140]
- Comic X-Eros[139]

Animes:
Destaquen Bible Black, Kite, Urotsukidoji i La Blue Girl per la seua qualitat creativa en la dimensió estètica i d'argument i per haver arribat a tindre un determinat prestigi fora del Japó.
- Bible Black[141]
- Cool Devices
- Cream Lemon
- Yōjū Kyōshitsu[142]
- A Kite[141]
- La Blue Girl[141]
- Mezzo Forte
- Shin Angel
- Urotsukidōji[143]
- Taimanin Yukikaze[144]
- Taimanin Asagi[144]
- Cleavage[145]
- Ikusa Otome Valkyrie Shinshō[145]
- Yakata Jukujo[145]
- Kurohime: Shikkoku no Yakata[146]
- The Night When Evil Falls[147]

Videojocs:
- Nora to Ōjo to Noraneko Heart, desenvolupat per Harukaze. Fou adaptat a un anime homònim.[148]
- Throb! The Greatest Inventions of the Sexy Era! ~Second Science Club: A Secret Society of Love, Rage, and Sorrow~[149]
- Cartagra[150]
- Armored Warrior Iris[151]
- Starless: Nymphomaniac's Paradise[152]
- Rance Quest Magnum (ランスクエストマグナム)[153]

## Exemples d'empreses involucrades en productes hentai
- Critical Mass
- Kitty Media[18]
- Digital Manga[154]
  - Project-H Books és una empresa que depén de Digital Manga i és una distribuidora de còmics manga hentai que opera des de 2011.[155]
- Fakku és un lloc web que publica manga hentai.[156]
- Pink Pineapple és una editorial que publica anime hentai des de fa molts anys.[157]
- Nitro+ és un desenvolupador de videojocs hentai[158]
- Hentai Industries[159]
- NuTech[160]
- JAST USA, és la principal editorial de videojocs de simulació de cites japonesos en llengua anglesa.[161]
- Illusion (イリュージョン Iryūjon) és una empresa que desenvolupa videjocs. Té la política de no vendre els seus jocs fora del Japó.[162]
- ADV Films
- SoftCel Pictures
- Anime 18[8]